# سن‌میکله یک خروس داشت
سن‌میکله یک خروس داشت (ایتالیایی: San Michele aveva un gallo) یک فیلم درام به کارگردانی برادران تاویانی است که در سال ۱۹۷۱ ساخته و در سال ۱۹۷۲ منتشر شد.
این فیلم بر پایهٔ رمان الهی و انسانی از لئو تولستوی ساخته شده است و آن را حکایتی جذاب از اختلاف و تضاد وجودی و سیاسی مابین سوسیالیسم تخیلی و سوسیالیسم علمی و نیز مابین دوگونه برداشت و تفسیر از انقلاب - یکی آنارشیستی و دیگری مارکسیستی - توصیف نموده‌اند.
این فیلم در سال ۱۹۷۲ در بخش «دوهفتهٔ کارگردانان» در ۲۵مین دوره جشنواره فیلم کن برگزیده شد.

## بازیگران
- جولیو بروگی در نقش جولیو مانیه‌یری
- رناتو اسکارپا در نقش باتیسترادا
- دانیله دوبلینو در نقش نگهبان رندان
- رناتو چستیه در نقش جولیو در دوران جوانی
- ویرجینیا چیوفینی در نقش ویرجینیا
- ویتوریو فانفونی در نقش آنارشیست
- سرجو سرافینی در نقش گوئلفی